# 藤井英嘉
藤井 英嘉（ふじい ひでよし、1937年（昭和12年）6月10日 - ）は、日本の教育学者・体育学者。北海道教育大学10代学長。現在、北海道教育大学名誉教授、びわこ成蹊スポーツ大学スポーツ学部教授・学部長、大阪成蹊女子高等学校校長を経て、札幌ベルエポック美容専門学校学校長。福岡県出身。

## 来歴
東京教育大学（現・筑波大学）体育学部卒業後、北海道伊達高等学校体育教諭に着任。北海道教育委員会を勤めたのち、1968年（昭和43年）北海道教育大学教育学部講師。その後、同教育学部助教授。同教育学部教授。1988年（昭和63年）同釧路校主事。1995年（平成7年）北海道教育大学学長。1999年（平成11年）北海道教育大学停年退官。同名誉教授。びわこ成蹊スポーツ大学スポーツ学部教授・学部長。大阪成蹊女子高等学校校長を経て札幌ベルエポック美容専門学校学校長に就任。
この他に財団法人青少年野外教育振興財団理事、日本学生陸上競技連合参与も務める。
2014年（平成26年）4月瑞宝中綬章受章。

## エピソード
大学時代は陸上競技選手として活躍し、北海道伊達高等学校教諭時代は、同校の陸上部の顧問と務め、同部を全道大会で総合優勝に導いた。

## 著書
稲垣正浩と共著『スポーツ科学からスポーツ学へ(スポーツ学選書 ; 19)』（叢文社, 2006年）